# Višegrad
Višegrad (kyrilliska: Вишеград) är en stad i Republika Srpska i Bosnien och Hercegovina, med 21 199 invånare (1991). I staden finns världskulturarvet Mehmed Paša Sokolovićs bro från 1500-talet, vilken korsar floden Drina. Innan kriget hade Višegrad en befolkning på ca 25 000 varav 63% var bosniaker och 33% var serber.
Under Bosnienkriget utsattes Višegrad för omfattande utrensningar av stadens bosnienmuslimska befolkning i de så kallade Višegradmassakrerna.
En roman av den jugoslaviske nobelpristagaren Ivo Andrić, Bron över Drina (1945), handlar om stadens dramatiska historia under den turkiska 600-åriga styre och fram till modern tid.

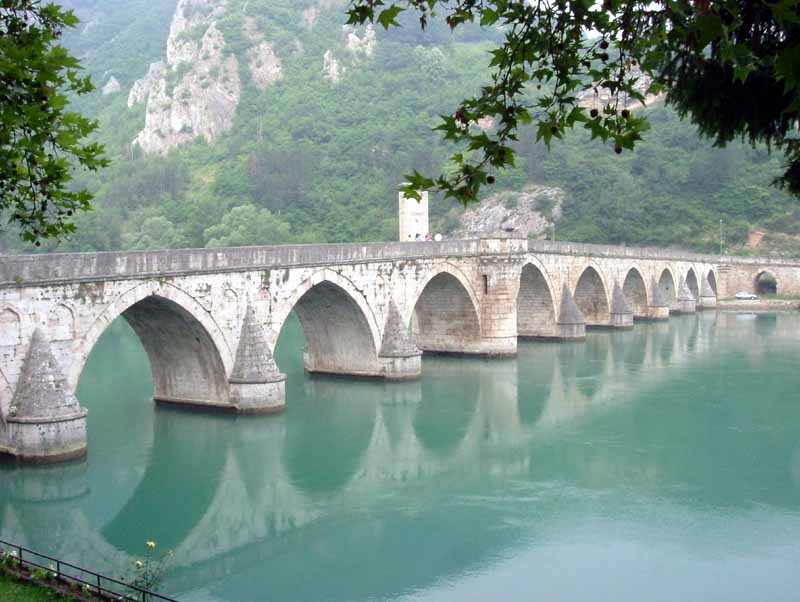